# Frederick Ernst Melsheimer
Frederick Ernst Melsheimer, MD (1782–1873; primeiro nome também escrito Friedrich) foi um entomologista americano conhecido por seu trabalho em Coleoptera. Ele foi presidente da American Entomological Society em 1853. O trabalho mais importante de Frederick Ernest Melsheimer foi Catalog of the described Coleoptera of the United States (1853). Seus co-autores nesse trabalho foram John LeConte e SS Haldeman. Seu pai, Frederick Valentine Melsheimer (1749-1814) também era um entomologista, assim como seu irmão mais velho, John Frederick Melsheimer (1780-1829).